# I’m a Rebel
I’m a Rebel (рус. «Я бунтарь») — второй студийный альбом немецкой хеви-метал-группы Accept, вышедший в 1980 году.

## Об альбоме
Официальные релизы вышли с тремя разными вариантами обложки. На альбом не вошли две подготовленные песни: Rocking for the Sun и Morning Sun. Сейчас они доступны на DVD — сборнике Metal Blast from the Past.
В 1979 году группа Accept экспериментировала со своим звучанием и искала что-то более коммерческое после своего одноименного дебюта. Группе нужен был радиохит, и в итоге они записали «I’m a Rebel», который они также использовали в качестве названия своего альбома 1980 года. В поисках хита музыкальный издатель Accept Руди Хольцхауэр принес группе кассету с демо AC/DC «I’m the Rebel». «У меня есть песня, которая может вам подойти», — вспомнил слова Хольцхауэра гитарист Вольф Хоффманн. «Она цепляющая, тяжелая, и она была написана для AC/DC».
Кроме того, вступительный трек на I’m a Rebel, был выпущен как ведущий сингл и использовался для первого музыкального клипа группы, что принесло Accept небольшой хит и больше внимания в сообществе хард-рока.
На сингле I’m a Rebel на оборотной стороне конверта содержалось предупреждение о том, что Accept гораздо крепче стали и от музыки может треснуть голова.
Джордж Александр (автор трека 1) — псевдоним Александра Янга (род. 1948), старшего из братьев Янг, основателей AC/DC.
Онлайн-издание Metal Injection считает, что следующая композиция альбома «Save Us» — довольно современная для 1980-х металлическая песня, которая звучит в стиле американских групп Styx или REO Speedwagon, в то время как «I Wanna Be No Hero» и «Do It» показывают, что группа продолжает работать в тени Judas Priest 1970-х. По мнению журнала Metal Hammer голос вокалиста Удо Диркшнайдера не подходил для нежных баллад, поэтому басист Петер Балтес заменил его в «No Time To Lose» и «The King». Песни «Thunder and Lightning» и «China Lady» являются самыми ранними записями группы, которые демонстрируют классический звук Accept.

## Критика
Немецкое издание журнала Metal Hammer считает, что хотя большинство треков на втором альбоме группы содержат типичные черты Accept, такие как острые как бритва гитарные риффы и прямолинейный рок, они только намекают на то, как группа будет развиваться в будущем. В целом, I'm a Rebel, полагает журнал, — это солидный релиз, но он еще не раскрыл весь потенциал Accept как перспективной метал-группы.
По мнению журнала Decibel, группа всё ещё ищет свою идентичность после своего шаткого дебюта. К сожалению, они подражают дебюту, когда Балтес берет микрофон для баллады на третьем треке, «No Time to Lose». Остальная часть альбома — это пробы и ошибки, группа ищет звучание Accept, которое вступит в игру полностью на следующем релизе. В итоге, с парой неплохих вещей («Do It»), но даже со своими недостатками этот альбом вызывает определённую симпатию.
Журнал Classic Rock более критично оценивает второй альбом группы, считая его неудачной попыткой создать более радио-ориентированный звук. Большинство песен выдаёт отсутствие фокуса, особенно «Save Us», записанная под влиянием «диско».

## Список композиций
Все песни написаны Accept, кроме (1). Также автором является Дирк Штеффенс (3-6)
Сторона 1 LP
1. «I’m a Rebel» («Я — бунтарь») (3:58) (George Alexander)
2. «Save Us» («Спаси нас») (4:33)
3. «No Time to Lose» («Нет времени») (4:30)
4. «Thunder and Lightning» («Гром и молния») (4:01)

Сторона 2 LP
1. «I Wanna Be No Hero» («Я не хочу быть героем») (4:03)
2. «China Lady» («Китайская леди») (3:54)
3. «The King» («Король») (4:10)
4. «Do It» («Сделай это!») (4:08)

## Синглы
- I’m a Rebel (1980)

## Некоторые релизы
Список неполный, имеются разные варианты обложки
- I’m a Rebel (Brain, 0060.389) LP, ФРГ, 1980
- Accept (??,??) LP, Великобритания, 1980 (малый тираж)
- I’m a Rebel (Razor Edge, ???),LP Великобритания, 1980
- I’m a Rebel (Reflector, 0060.273),LP ФРГ, 1980
- I’m a Rebel (BOCU music, ???), LP Франция, 1980
- I’m a Rebel (Passport Records, 815771-1 8 track (PB9849)), LP,США, 1980
- I’m a Rebel (Polydor Records, 815771-1-1 Y1), LP, США, 1980
- I’m a Rebel (Atlantic Records, 422—815 771-1), LP, США, Корея 1980, промовыпуск
- I’m a Rebel (Reflector, 660.069), LP, Голландия, 1980
- I’m a Rebel (Brain, 0060.389), LP, Корея, 1980
- I’m a Rebel (Brain\Famous Music, FM403), LP, Греция, 1980
- I’m a Rebel (Passport Records, PB2027), LP, Канада, 1980
- I’m a Rebel (Victoria, E-30-500 (VLP-114)), LP, Испания, 1980
- I’m a Rebel (Polydor Records, 815771-1), LP, Франция, 1980

## Участники записи
- Удо Диркшнайдер — вокал
- Вольф Хоффман, — лидер-гитара
- Йорг Фишер — ритм- и соло- гитары
- Петер Балтес — бас-гитара, вокал на «No Time to Lose», «The King»
- Штефан Кауфманн — ударные

Другие лица
- Дирк Штеффенс — аранжировки
- Кристоф Бонно — звукооператор
- Манфред Шунке — звукооператор
- Рене Тиннер — сведение